# U 512
U 512 war ein deutsches U-Boot vom Typ IX C, das von der deutschen Kriegsmarine im Zweiten Weltkrieg eingesetzt wurde. 

## Geschichte
U-Boote wie U 512 waren für weite, langandauernde überseeische Unternehmungen geeignet. Dementsprechend wurde das Boot im Westatlantik und in der Karibik eingesetzt. U 512 patrouillierte dabei vor Trinidad und nördlich von Cayenne.  

### Bau und Indienststellung
Der Bauauftrag erfolgte am 20. Oktober 1939 an die Deutsche Werft in Hamburg. Die Kiellegung erfolgte am 24. Februar 1941 und der Stapellauf am 9. Oktober 1941. U 512 wurde am 20. Dezember 1941 unter Kapitänleutnant Wolfgang Schultze in Dienst gestellt.

### Flottillenzugehörigkeit und Stationierungen
Das Boot wurde nach seiner Indienststellung bis zum 31. August 1942 in der 4. U-Flottille in Stettin zu Ausbildungszwecken verwendet. Danach gehörte es bis zu seiner Versenkung zu der im französischen Lorient stationierten 10. U-Flottille als Frontboot. Über die gesamte Ausbildungszeit und der ersten und letzten Feindfahrten war KptLt. Wolfgang Schultze Kommandant des Bootes.

### Einsätze
U 512 unternahm eine Feindfahrt, auf der drei Schiffe mit 20.619 BRT versenkt wurden.

#### Erste Unternehmung
U 512 verließ Kiel am 15. August 1942. Auf dieser 49 Tage andauernder Unternehmung wurden drei Schiffe mit 20.619 BRT versenkt. Darunter der neutrale spanische Frachter Monte Gorbea, wegen dessen Versenkung dem Kommandanten KptLt. Schultze vom BdU mitgeteilt wurde, dass er bei der Rückkehr ein Kriegsgerichtsverfahren zu erwarten habe.
- 13. September 1942: Versenkung des amerikanischen Tankers Patrick J. Hurley (10.865 BRT, 17 Tote)
- 19. September 1942: Beschädigung des spanischen Dampfers Monte Gorbea (3.720 BRT, 52 Tote)
- 24. September 1942: Versenkung des amerikanischen Dampfers Antinous (6.034 BRT)

## Verbleib
Am 2. Oktober 1942 wurde das Boot vor Französisch-Guayana im Seegebiet vor Cayenne durch einen amerikanischen B-18A Bomber aus 20 Kilometern Entfernung geortet. Die B-18a griff das entdeckte U-Boot im Sturzflug an und versenkte es mit vier Wasserbomben, von denen zwei U 512 trafen, bevor es alarmtauchen konnte.(Lage). Dabei fanden 51 Besatzungsmitglieder den Tod. Der einzige Überlebende, Matrosengefreiter Franz Machen, trieb zehn Tage auf einer Rettungsinsel, die der amerikanische Bomber für ihn abgeworfen hatte, bevor er durch den amerikanischen Zerstörer USS Ellis gerettet wurde. Ernährt hatte er sich durch Seevögel, welche ihn angriffen, während er im Wasser auf Hilfe wartete.

## Erfolge
| Datum              | Name              | Nationalität       | Tonnage (BRT) | Versenkung      |
| ------------------ | ----------------- | ------------------ | ------------- | --------------- |
| 13. September 1942 | Patrick J. Hurley | Vereinigte Staaten | 10.865        | versenkt (Lage) |
| 19. September 1942 | Monte Gorbea      | Spanien            | 03.720        | versenkt (Lage) |
| 24. September 1942 | Antinous          | Vereinigte Staaten | 06.034        | versenkt (Lage) |